# Julia Gillard
Julia Eileen Gillard (Barry, Wales, 1961. szeptember 29. –) ausztrál politikus, 2010 és 2013 között az ország 27. miniszterelnöke és az Ausztrál Munkáspárt vezetője. Ő az első és egyetlen nő, aki betölthette a miniszterelnöki pozíciót Ausztráliában. 
Gillard a walesi Barryben született 1961-ben, majd 1966-ban családjával a dél-ausztráliai Adelaide-be költözött. A Mitcham Demonstration Schoolba és az Unley High Schoolba járt, majd az Adelaide-i Egyetemen, és 1982-től a Mebounrne-i Egyetemen tanult. Itt 1986-ban jogi és 1989-ben baccalaureus artium diplomát szerzett. 1987-ben Gillard csatlakozott a Slater & Gordon ügyvédi irodához.
Gillardot először az 1998-as szövetségi választáson választották be a képviselőházba Lalor kerületből, a melbourne-i agglomerációból. A 2001-es választások után az árnyékkormányban kapott posztot. 
2010. június 24-én, miután Kevin Rudd elveszítette támogatottságát a Munkáspárton belül, és lemondott vezetői posztjáról, Gillardot ellenjelölt nélkül megválasztották a helyére egy tisztújító választáson, és Gillard ezután letette a miniszterelnöki esküt. Ő vezette át a Munkáspártot a 2010-es választásokon hetekkel később, ahol 1940 óta az első olyan ausztrál parlament volt, ahol egyik párt sem érte el a többséget egymagában, így Gillard egy zöld és három független képviselő támogatásával kisebbségi kormányt alakíthatott. A Gillard-kormány bevezette a Nemzeti Fogyatékosságbiztosítási Rendszert, az ún. Gonski-finanszírozást az ausztrál oktatás számára, a szén-dioxid-árazást, és erősebben kezdte felügyelte a Nemzeti Szélessávú Hálózatot (NBN). 2013. június 26-án egy munkáspárti belső konfliktus után Gillard elveszítette a párt támogatását, és Rudd visszatért vezetői pozíciójába. Lemondása a miniszterelnöki posztról másnap lépett életbe, ezután  bejelentette, hogy visszavonul a politikától.

## Fordítás
- Ez a szócikk részben vagy egészben  a   Julia Gillard című angol Wikipédia-szócikk ezen változatának fordításán alapul.  Az eredeti cikk szerkesztőit annak laptörténete sorolja fel. Ez a jelzés csupán a megfogalmazás eredetét és a szerzői jogokat jelzi, nem szolgál a cikkben szereplő információk forrásmegjelöléseként.